# Norberto Bautista
Norberto Bautista, el Tablón, (Rosario, 30 de diciembre de 1940-Armenia, Colombia, 13 de mayo de 1987) fue un futbolista argentino que se desempeñaba como defensor. Inició su carrera en Rosario Central y pasó con éxito por el fútbol colombiano. Falleció joven, a los 46 años, cuando entrenaba al Deportes Quindío.

## Carrera

### Como futbolista

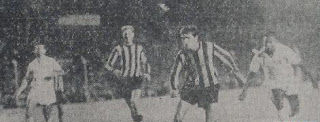
Imagen de un encuentro entre Central y Santos de Brasil. Desde la izquierda: Delvecchio, Bautista, Sesana y Pelé.

Debutó en Rosario Central en 1959 y se mantuvo allí hasta 1967, disputando 119 encuentros. Heredó el apodo de Nicolás Aresi, futbolista de físico similar que había jugado unos años antes en el canalla. Se desempeñó preferentemente como marcador de punta izquierda; ya en 1960, un año después de haber debutado, comenzó a tener mayor participación en el equipo titular. Disputó la mayoría de los partidos hasta que en 1967 se vio desplazado del puesto por Otto Sesana. 
En 1968 pasó a Banfield, donde disputó 8 partidos válidos por el Metro de ese año. Pasó al fútbol colombiano, vistiendo la casaca de Deportivo Cali. Con el cuadro azucarero obtuvo dos ligas colombianas: 1969 y 1970. Luego de pasar por Cúcuta Deportivo, América de Cali e Independiente Medellín, regresó a Argentina, terminando su carrera en 1976 vistiendo la casaca de Central Córdoba.

### Como entrenador
Comandó a Argentino de Rosario durante 1983, obteniendo el título de Primera C, por entonces tercera división del fútbol argentino, y el consiguiente ascenso a Primera B. Ya en esta categoría, su equipo derrotó en histórico partido a Racing Club 4-3 en el Gigante de Arroyito.
Regresó a Colombia en 1987, haciéndose cargo de Deportes Quindío hasta su fallecimiento.

## Clubes
| Club             | País      | Año       | PJ  | Goles |
| ---------------- | --------- | --------- | --- | ----- |
| Rosario Central  | Argentina | 1959-1967 | 119 | 0     |
| Banfield         | Argentina | 1968      | 8   | 0     |
| Deportivo Cali   | Colombia  | 1969-1971 | 86  | 1     |
| Cúcuta Deportivo | Colombia  | 1972-1973 | ¿?  | ¿?    |
| América de Cali  | Colombia  | 1973-1974 | 89  | 0     |
| Medellín         | Colombia  | 1975      | ¿?  | ¿?    |
| Central Córdoba  | Argentina | 1976      | 32  | 7     |

## Selección nacional
Vistió la casaca albiceleste en el Campeonato Sudamericano 1963, torneo disputado en Bolivia. Disputó un único encuentro en dicho certamen, en el que estuvo acompañado por sus colegas de Rosario Central Edgardo Andrada, Néstor Lucas Cardoso y  César Menotti. Argentina se alzó con el tercer puesto.

### Participaciones en la Copa América
| Copa              | Sede    | Resultado     | PJ | Goles |
| ----------------- | ------- | ------------- | -- | ----- |
| Sudamericano 1963 | Bolivia | Tercer puesto | 1  | 0     |

#### Detalle de partidos
| Fecha      | Estadio                | Rival    | Resultado |
| ---------- | ---------------------- | -------- | --------- |
| 31-03-1963 | Hernando Siles, La Paz | Paraguay | 1-1       |

## Palmarés

### Como futbolista
| Equipo         | País     | Título           | Año  |
| -------------- | -------- | ---------------- | ---- |
| Deportivo Cali | Colombia | Primera División | 1969 |
| Deportivo Cali | Colombia | Primera División | 1970 |

### Como entrenador
| Equipo               | País      | Título    | Año  |
| -------------------- | --------- | --------- | ---- |
| Argentino de Rosario | Argentina | Primera C | 1983 |